# Kirschau

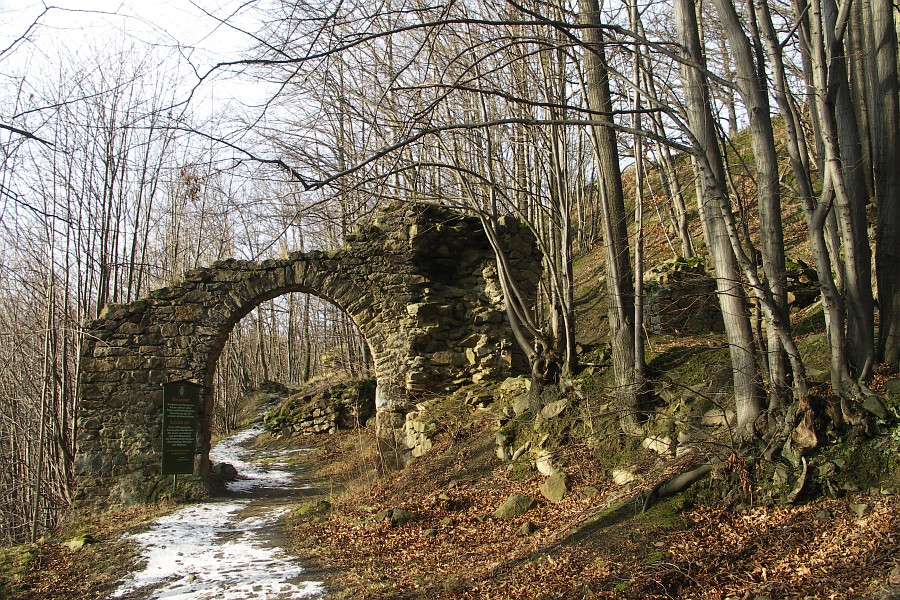
Ruiny Zamek Körse w pobliżu Kirschau

Kirschau (górnołuż. Korzym) – dzielnica miasta Schirgiswalde-Kirschau w Niemczech, w kraju związkowym Saksonia, w okręgu administracyjnym Drezno, w powiecie Budziszyn.
Do 31 grudnia 2010 gmina była samodzielna. 1 stycznia 2011 z gmin Crostau, Kirschau oraz wspólnoty administracyjnej Schirgiswalde, utworzone zostało nowe miasto Schirgiswalde-Kirschau.

## Współpraca
Miejscowości partnerskie:
- Denkingen, Badenia-Wirtembergia
- Niederstetten, Badenia-Wirtembergia